# マチルダは小さな大天才
『マチルダは小さな大天才』（マチルダはちいさなだいてんさい、原題：Matilda）は、イギリスの作家ロアルド・ダールによる児童文学作品。1988年、クェンティン・ブレイクの挿絵入りの282ページの書籍がロンドンのジョナサン・ケープより出版された。ジョエリー・リチャードソンによるオーディオ版、1996年の映画『マチルダ』、BBCラジオ4による二部構成のラジオドラマ、2010年のミュージカル『マチルダ』などの派生作品がある。
2012年、『マチルダは小さな大天才』は主にアメリカで読まれる月刊『スクール・ライブラリー・ジャーナル』による調査で児童文学第30位にランクインした。トップ100にランクインしたダールの4作品の中でも最高位で、他の作家よりランクインした作品数が多い。
日本では1991年5月に宮下嶺夫による日本語全訳版がハードカバー装丁により評論社から発刊された。後に同社から2005年より定期刊行されたロアルド・ダールコレクションシリーズの第16段として、翻訳の見直しと後書きの追記を施した新装版が同年に発売された。

## あらすじ
バッキンガムシャーの小さな村に住む幼い少女マチルダは、文学と数学に対する天才的な頭脳を持っていた。しかし両親はそんな彼女を馬鹿扱いしかさぶたくらいの取るにたらないと存在と決めつけて辛く当たるばかりだった。マチルダは負けじと泣き寝入りすることなく、常に怒鳴り散らす父の帽子に接着剤を塗って取れなくしたり、友達のオウムを煙突に隠して幽霊や泥棒の真似をさせて驚かしたり、父の洗髪剤に細工をして髪を脱色するなどのいたずらを繰り返しながら、抑圧された日々の暮らしに耐え続けていた。
やがて6歳になったマチルダは、クランチェムホール小学校に遅れて入学する。しかし、そこは極端な子供嫌いで暴力を用いて子供たちを支配する鬼のような女校長ミス・トランチブルが牛耳る地獄のような場所であった。
マチルダのクラスの受け持ちである女性教師ミス・ハニーは、マチルダの天才ぶりに驚愕し、強い関心を抱くようになる。そしてマチルダをより上級のクラスに進級させようとするが、トランチブル校長に拒否され、マチルダの両親に娘の才能を伝えようとするが、結局とりあってもらえない。そんな中でも2人は絆を深め、生徒と教師の立場を越えて急速に親しくなる。
校長が授業を担当する受け持ちの日、マチルダの友達のラベンダーが、トランチブル校長の水差しにいたずらでイモリを入れるが、マチルダが犯人と疑われてしまう。いわれのない冤罪に怒ったマチルダは、予期せず超能力を発揮してイモリの入ったグラスを倒して、校長に一泡吹かせる。
授業が終わった直後、そのことをミス・ハニーに打ち明けたマチルダは彼女の家に招待され、ミス・ハニーが意地悪な叔母に虐待を受けながら育った過去を明かされる。彼女の叔母は実はトランチブル校長であり、ミス・ハニーの父を死に追いやり、遺された彼女の家と財産を奪っていたのだという。ミス・ハニーを救うため、マチルダは自身の超能力を訓練する。そしてトランチブル校長の授業の最中、マチルダは超能力を使用して黒板にチョークでミス・ハニーの亡くなった父親の霊のふりをして、財産をハニーに返し村から出て行くよう、脅迫の文面を書き付ける。校長はショックのあまり気絶し、その翌日、ひっそりと失踪してしまう。
その後、有能で温厚なミスター・トリルビーが校長となり、マチルダは最上級クラスに移される。それと同時に、彼女から超能力は失われる。ミス・ハニーは、使われないままくずぶっていた高度な頭脳の中に生じたエネルギーが超能力の正体で、今では上級クラスで倍以上の年齢の生徒たちの輪の中で充実した生活を送っていることが力を失った原因なのだろうと推測する。マチルダは特殊能力を持たない極普通の女の子に戻れたことを喜ぶ。
以来、マチルダはミス・ハニーの自宅を頻繁に訪れるようになり、楽しい日々を送る。しかしある日、父親の中古偽装車販売が警察にばれたために、一家そろって海外へ高飛びして逃げることになってしまう。ミス・ハニーと共にいたいと訴えるマチルダに対し、両親は何の関心も持たずにマチルダをおいて出て行く。
こうして、マチルダはミス・ハニーと共に幸せに暮らすのであった。

## 派生作品
1996年、映画『マチルダ』が製作された。ダニー・デヴィートが監督を務め、マーラ・ウィルソンがマチルダ役を演じた。興行収入はふるわなかったが、公開時に批評家の称賛を得た他、Rotten Tomatoesでは90%の満足度となった。デヴィートは監督の他、マチルダの父ミスター・ワームウッド役を演じてナレーターも務めた。
1990年、イングランドのサリーのファーナムにあるレッドグレイヴ・シアターはロニー・ロビンソンによりケン・ハワードとアラン・ブレイクリーの音楽でミュージカル版を製作し、イギリスでツアー公演を行なった。アナベル・ランヴォンがマチルダ役、ジョナサン・リンスリーがミス・トランチブル役を演じ、評価は賛否両論であった。
2010年11月、ロイヤル・シェイクスピア・カンパニーの依頼により、デニス・ケリーおよびティム・ミンチン脚本の別のミュージカル『マチルダ』が製作され、2011年11月24日、ウエスト・エンドにあるケンブリッジ・シアターで開幕した。その後2013年4月11日、ブロードウェイにあるシュバート・シアターで開幕した。全米ツアー公演が行われている他、2015年7月にオーストラリア公演が開幕し、これまでマチルダ役を演じた役者は48名におよぶ。この舞台版は観客からとても人気があるだけでなく、批評家からも称賛され、「『リトル・ダンサー (ミュージカル)』以来最高のイギリス・ミュージカル」とされた。
2022年、映画『マチルダ・ザ・ミュージカル』が製作された。上記のミュージカル『マチルダ』の映像化。アリーシャ・ウィアーがマチルダ役、エマ・トンプソンがミス・トランチブル役を演じた。Netflixで12月25日より配信開始された。

## ロアルド・ダールの他の作品との繋がり
ミス・トランチブルの体罰の1つに、キッチンからケーキを盗んだ肥満児ブルース・ボグトロターに体調を崩すまで巨大なケーキを食べさせる描写がある。"Roald Dahl's Revolting Recipes"（ロアルド・ダールの不快なレシピ）のレシピの1つにこのケーキを基にしたものがある。ブルースは『チョコレート工場の秘密』のオーガスタス・グループをより現実的にしたキャラクターであるが、同様に大食漢であり、ケーキを食べきったことで英雄扱いとなる。